# Osmylops hirsutus
Osmylops hirsutus is een insect uit de familie van de Nymphidae, die tot de orde netvleugeligen (Neuroptera) behoort. 
Osmylops hirsutus is voor het eerst wetenschappelijk beschreven door New in 1985.